# アントワーヌ・バルナーヴ

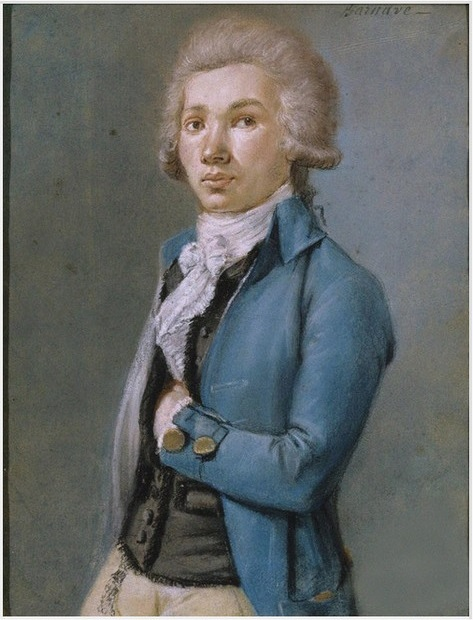
アントワーヌ・バルナーヴ

アントワーヌ・ピエール・ジョゼフ・マリ・バルナーヴ（Antoine Pierre Joseph Marie Barnave、1761年10月22日 - 1793年11月29日）は、フランス革命期の政治家。グルノーブルの生まれ。

## 生涯
1789年、第三身分議員として当選。国民議会において雄弁家として知られ、1790年の憲法論争に成功した。最初はブルジョア急進派としてジャコバン・クラブの創立に参加したが、1791年、ルイ16世のヴァレンヌ逃亡の時に同行の役を引き受けた頃から君主制支持者に転じた。後にフイヤン派を結成し、憲法を君主制に適合するよう修正することに努めた。国民議会が解散する前に故郷に帰り、8月10日事件後、宮廷との通信が発見されて逮捕され、革命裁判所によって処刑された。